# گروه ۱۱ توپخانه مراغه
گروه ۱۱ توپخانه مراغه یگان توپخانه نیروی زمینی ارتش ایران است، که ستاد فرماندهی و پادگان آن در شهر مراغه، استان آذربایجان شرقی قرار دارد. گروه ۱۱ توپخانه در خلال جنگ ایران و عراق از یگان‌های نیروی زمینی ارتش بود. هم‌اکنون سرهنگ حسن راه‌‌چمنی فرماندهی گروه ۱۱ توپخانه مراغه را برعهده دارد. گروه ۱۱ توپخانه مراغه، قوی‌ترین یگان توپخانه‌ای در نیروهای مسلح ایران است.